# Rudolf Wedekind (Paläontologe)
Rudolf Wedekind (* 29. März 1883 in Linden; † 24. Januar 1961 in Hannover) war ein Paläontologe.

## Leben
Seine Eltern waren der Landwirt Friederich Wedekind und Luise, geb. Stümpel. Der Vater ließ ein von Georg Ludwig Friedrich Laves in Hannover gebautes Haus in der Jägerstraße 12A abreißen und 1883 am Limmerbrunnen 11 wieder aufbauen.
Rudolf Wedekind besuchte das Kaiserin-Auguste-Victoria-Gymnasium in Linden und studierte ab Ostern 1902. 1908 schrieb er Die Cephalopodenfauna des höheren Oberdevon am Enkeberge. Im April 1915 wurde er wissenschaftlicher Assistent und am 4. Mai 1915 stellvertretender Direktor des Geologischen Instituts der Universität Göttingen.  Am 1. Oktober 1917 erhielt er einen Ruf als ordentlicher Professor nach Marburg, wo er 1922–45 Ordinarius für Geologie und Paläontologie war. Dort arbeitete bei ihm Karl Tripp.
1930 analysierte er gotländische Korallenriffe. Im November 1933 unterzeichnete er das Bekenntnis der deutschen Professoren zu Adolf Hitler. Ab 1936 wandte er sich der Mikropaläontologie zu. Da er fast nie an Tagungen teilnahm, war er den meisten Fachkollegen kaum persönlich bekannt.
1932 waren er und Margarete Eigentümer des Kurhauses Limmerbrunnen in Hannover, mit Margarete als Leiterin des Schwefelbades.
Zu seinen Studenten gehörten Otto Heinrich Schindewolf (um 1920 sein Assistent) und Herta Schmidt.

## Schriften
- Über die Grundlagen und Methoden der Biostratigraphie. Borntraeger, Berlin 1916 Archive